# Hsunycteris thomasi
Hsunycteris thomasi is een zoogdier uit de familie van de bladneusvleermuizen van de Nieuwe Wereld (Phyllostomidae). De wetenschappelijke naam van de soort werd voor het eerst geldig gepubliceerd door Joel Asaph Allen in 1904.

## Voorkomen
De soort komt voor in Zuid- en Centraal-Amerika.